# James Hobrecht
James Friedrich Ludolf Hobrecht, född 31 december 1825 i Memel, död 8 september 1902 i Berlin, tysk stadsplanerare, stadsbyggnadsråd i Berlin. Bror till överborgmästaren och politikern Arthur Hobrecht.
Hobrecht var ansvarig för Berlins första översiktsplan, Hobrechtplanen (Hobrecht-Plan) från 1862. Från 1885 organiserade han skapandet av Berlins avloppssystem vilket avsevärt förbättrade befolkningens hälsa. Hans arbete lade grunden för det moderna Berlin som växte fram under 1800-talets senare hälft och början av 1900-talet.